# ليفي روزمان
ليفي روزمان (من مواليد 5 ديسمبر 1995)، والمعروف على الإنترنت باسم GothamChess، هو أستاذ دولي في لعبة الشطرنج ومعلق. يصنع ليفي محتوى على منصات الإنترنت تويتش ويوتيوب.

## النشأة
ولد روزمان في بروكلين بنيويورك في 5 ديسمبر 1995، وعاش في كل من نيويورك ونيوجيرسي. بدأ لعب الشطرنج في سن السادسة كنشاط ترفيهي ودخل أول بطولة له في سن السابعة. حصل روزمان على لقب أستاذ محلي في عام 2011 من خلال اتحاد الشطرنج الأمريكي، ثم أستاذ اتحادي في عام 2016، وأستاذ دولي في عام 2018. كما عمل روزمان كمدرب شطرنج مدرسي في عام 2014.

## المسيرة على الإنترنت
يبث روزمان المحتوى على منصة تويتش وينشر مقاطع فيديو على يوتيوب، ويملك إحدى أفضل قناتين للشطرنج على يوتيوب. يعمل بشكل وثيق مع تشيس.كوم وهو أحد شركائهم في البث منذ عام 2017. روزمان هو معلق منتظم على المنصة كذلك، ويحلل بطولات مثل PogChamps وبطولة المرشحين 2020.
مثل العديد من شخصيات الشطرنج على الإنترنت، شهد روزمان طفرة في النمو خلال جائحة فيروس كورونا، لا سيما بعد إصدار مسلسل مناورة الملكة. لدى روزمان مقاطع فيديو متعددة حصدت أكثر من مليون مشاهدة. تشمل تلك المقاطع نظرة عامة تعليمية لإحدى الافتتاحيات حيث يناقش كيفية لعب مناورة الملكة، ومقطع آخر يلعب فيه ضد بيث هارمون وهي بوت على تشيس.كوم. كما قدم روزمان تفسيرات متعمقة للمباريات التي تم لعبها في المسلسل. وصل عدد المشتركين في قناة روزمان على اليوتيوب إلى مليون مشترك في 1 يونيو 2021.

## روابط خارجية
- الموقع الرسمي